# Tabernaemontana amplifolia
Tabernaemontana amplifolia är en oleanderväxtart som beskrevs av L. Allorge. Tabernaemontana amplifolia ingår i släktet Tabernaemontana och familjen oleanderväxter. Inga underarter finns listade i Catalogue of Life.